# End Two
End two (* um 1970 in Stuttgart, wirklicher Name: Silke Pfaffernoschke) ist eine deutsche Rapperin, Moderatorin und promovierte Tierärztin.

## Leben
Pfaffernoschke wuchs in Frankreich bei Paris auf und lebt seit 1987 in München. Sie ist eine der ersten deutschen weiblichen Rapper und gilt als Mitbegründerin der deutschen Hip-Hop-Szene. Bemerkenswert sind ihre Texte, bei denen sie auf Deutsch, Französisch und Englisch reimt. Außerdem machte sie sich als Graffiti-Sprüherin einen Namen. End two steht für eine Abkürzung der Bezeichnung  „End to End“, die einen von Anfang bis Ende besprühten Zug bezeichnet. Ihre bekanntesten Lieder sind außer dem Titel My Name Is End Two auf Krauts with Attitude der gemeinsame Titel „Durch und durch“ mit Jürgen Drews, bei dem sie den Rap-Teil übernimmt. Ebenfalls veröffentlichte sie mit DJ Tomcraft den Titel „La Chatte - La Salope“ auf Französisch. Von 1992 bis 1993 moderierte sie zusätzlich im ZDF die Sendung „wake up Show“. Heute ist sie promovierte Tierärztin in eigener Praxis.

## Diskografie
- 1989: my Name is End two, Krauts with attitude, Boombastic Records
- 1995: durch und durch , Polydor
- 2003: La Chatte – La Salope, Urban, Kosmo Records